# Jejomar Binay
Jejomar Cabauatan Binay, Sr., né le 11 novembre 1942 à Manille, est un homme politique philippin. Il est vice-président des Philippines entre 2010 et 2016.

## Biographie
Il est candidat à l'élection présidentielle de 2016 avec le soutien du parti de centre droit Alliance nationale unifié et obtient 12,73 % des voix.
Il est mis en cause par la justice dans une affaire de corruption en 2016.

## Vie personnelle
Il est marié à Elenita Binay (en). Le couple a cinq enfants :
- Nancy Binay (en) ;
- Mar-Len Abigail Binay ;
- Jejomar Binay, Jr. (en) ;
- Marita Angeline « Stike » Binay ;
- Joanna Marie Blanca « Liongo » Binay.